# Wales historia

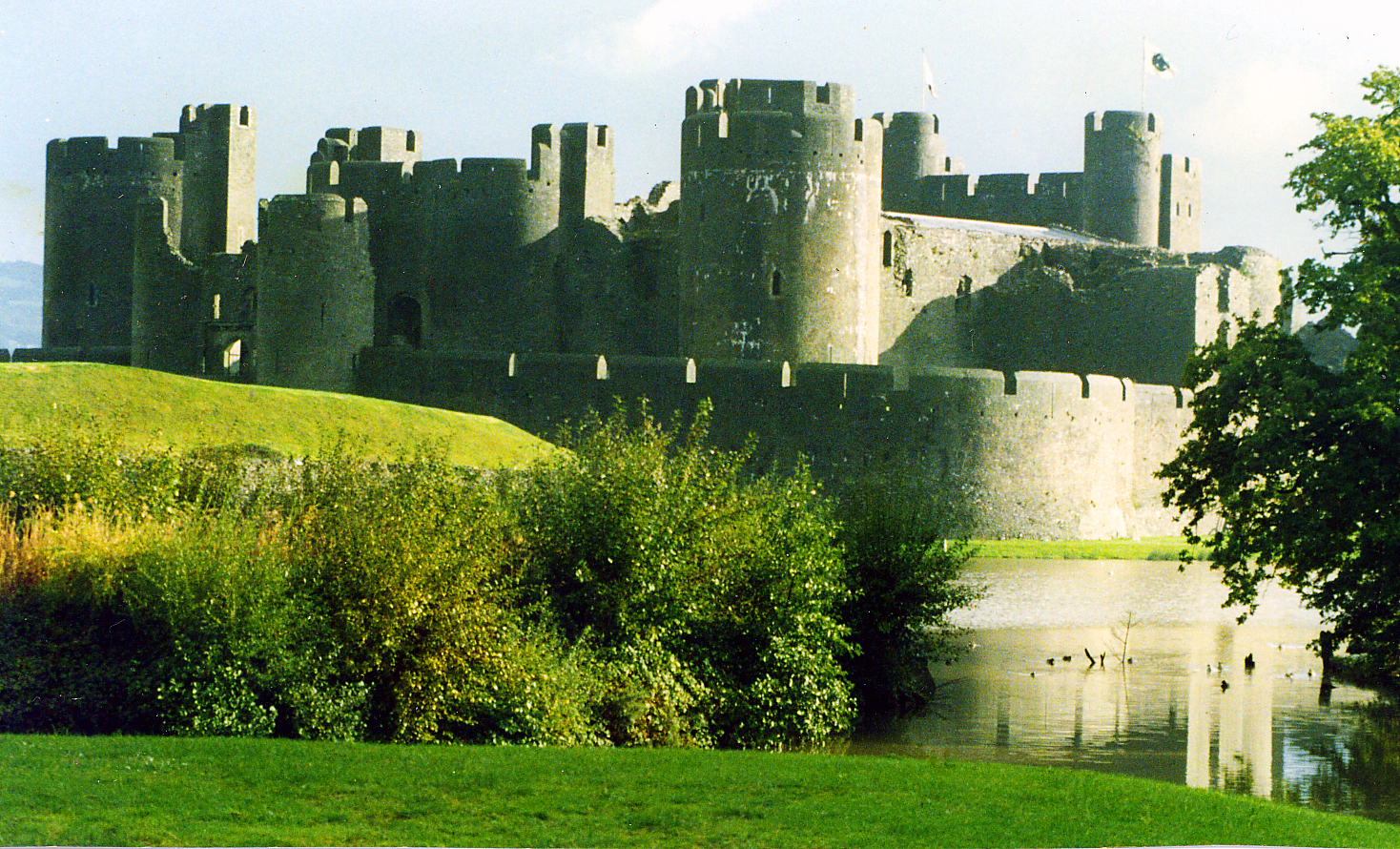
Caerphilly Castle. Att Gilbert de Clare byggde den här borgen mellan 1268 och 1271 ledde till en motsättning mellan Llywelyn den siste och den engelska kronan, som i sin tur var en av frågorna som ledde till slutet för Wales självständighet 1282.

Området som nu är känt som Wales har bebotts av den moderna människan i åtminstone 29 000 år men kontinuerlig mänsklig bosättning dateras till perioden efter den senaste istiden. Wales har många kvarlevor från den neolitiska perioden (främst gravkammare) samt från brons- och järnåldern. 
Wales nedtecknade historia börjar med romarnas ankomst och deras kamp mot de britanniska stammarna. Britannerna hade en gemensam kultur och ett enhetligt språk men var splittrade på ett flertal stammar. De var spridda över hela södra Storbritannien, inklusive det som idag är England. Två av de större stammarna i nuvarande Wales, silurerna och ordovikerna, gjorde motstånd mot det romerska styret i några år, men ordovikerna kuvades till slut år 79. Britannerna samlades i den romerska provinsen Britannien och stod under romerskt styre ända tills legionerna drogs tillbaka runt år 400. Ungefär vid denna tid kristnades britannerna. De följande århundradena kännetecknades av kamp mot de inträngande anglosaxarna, som kom att bli engelsmännens förfäder.
Under den tidiga medeltiden var Wales indelat i ett antal kungariken och några kungar kunde kombinera flera riken och utöka sitt styre till stora delar av landet. Gruffudd ap Llywelyn kontrollerade i mitten av 1000-talet hela Wales och vissa delar av England under en period. Dessa århundraden kantades av strider mot engelska kungariken som Mercia, sedan mot det förenade engelska kungariket och till slut mot normanderna, som nådde de walesiska gränserna runt 1067. Krigen fortsatte i över två hundra år, ända tills Llywelyn den sistes död 1282 ledde till Wales anslutning till det engelska kungariket. Owain Glyndŵr ledde ett uppror under tidigt 1400-tal och hade kontrollen över Wales under några år innan den engelska kronan kunde återta sitt styre. På 1500-talet antogs lagar som fullständigt införlivade Wales i England.
Två händelser under 1700-talet hade stor effekt på Wales; den industriella revolutionen och metodismen. Under 1800-talet upplevde särskilt sydöstra Wales snabb industrialisering och en dramatisk folkökning. I dessa områden talades kymriska, men de blev mer och mer anglifierade under slutet av århundradet. Under 1800-talet blev också Wales alltmer nonkonformistiskt inom religionen. Under 1900-talet innebar perioden efter andra världskriget en långvarig nedgång i kol- och järnindustrin och inom politiken ersattes det liberala partiet av labourpartiet som den ledande kraften. Under senare delen av århundradet blev home rule en del av den politiska agendan. En folkomröstning 1979 angående home rule slutade med "nej", men i en andra folkomröstning 1997 vann "ja"-sidan med knapp marginal och ledde till att Wales nationalförsamling upprättades i Cardiff.

## Wales förhistoria
Den tidigaste kända lämningen efter människor i nuvarande Wales är en mänsklig tand, som hittats i en grotta i floden Elwys dalgång i norra Wales. Tandens ägare levde för omkring 250 000 år sedan under tidigpaleolitikum. Red Lady of Paviland, ett mänskligt skelett färgat i röd ockra, upptäcktes 1826 i en kalkstensgrotta på Gowerhalvön i södra Wales. Trots benämningen tillhörde skelettet en ung man som levde för ungefär 26 000 år sedan vid slutet av senpaleolitikum. Detta anses utgöra den äldsta kända rituella begravningen i Västeuropa. Skelettet hittades tillsammans med smycken tillverkade av elfenben och snäckskal och en mammutskalle.
Kontinuerlig mänsklig bosättning kan dateras från slutet av den senaste istiden mellan 10 000 och 8 000 år f.Kr., när mesolitiska jägare och samlare från Centraleuropa började flytta till Storbritannien. På den tiden var havsnivån mycket lägre än idag och de låglänta delar av det som nu är Nordsjön var torra land. Den östra kusten av dagens England och kusterna i dagens Danmark, Tyskland och Nederländerna, som var förbundna med en tidigare landmassa, kallad Doggerland, bildade den brittiska halvön på det europeiska fastlandet. Wales var fritt från glaciärer omkring 8 000 f.Kr. Det varma klimatet gjorde att området blev skogbevuxet. 
Den postglaciala höjningen av havsnivån separerade Wales och Irland och Irländska sjön bildades. Doggerland begravdes i Nordsjön och för 8 000 år sedan hade den brittiska halvön blivit en ö. I början av den neolitiska tiden (4 000 f.Kr.) var havsnivån i Bristol Channel fortfarande cirka 10 meter lägre än idag.

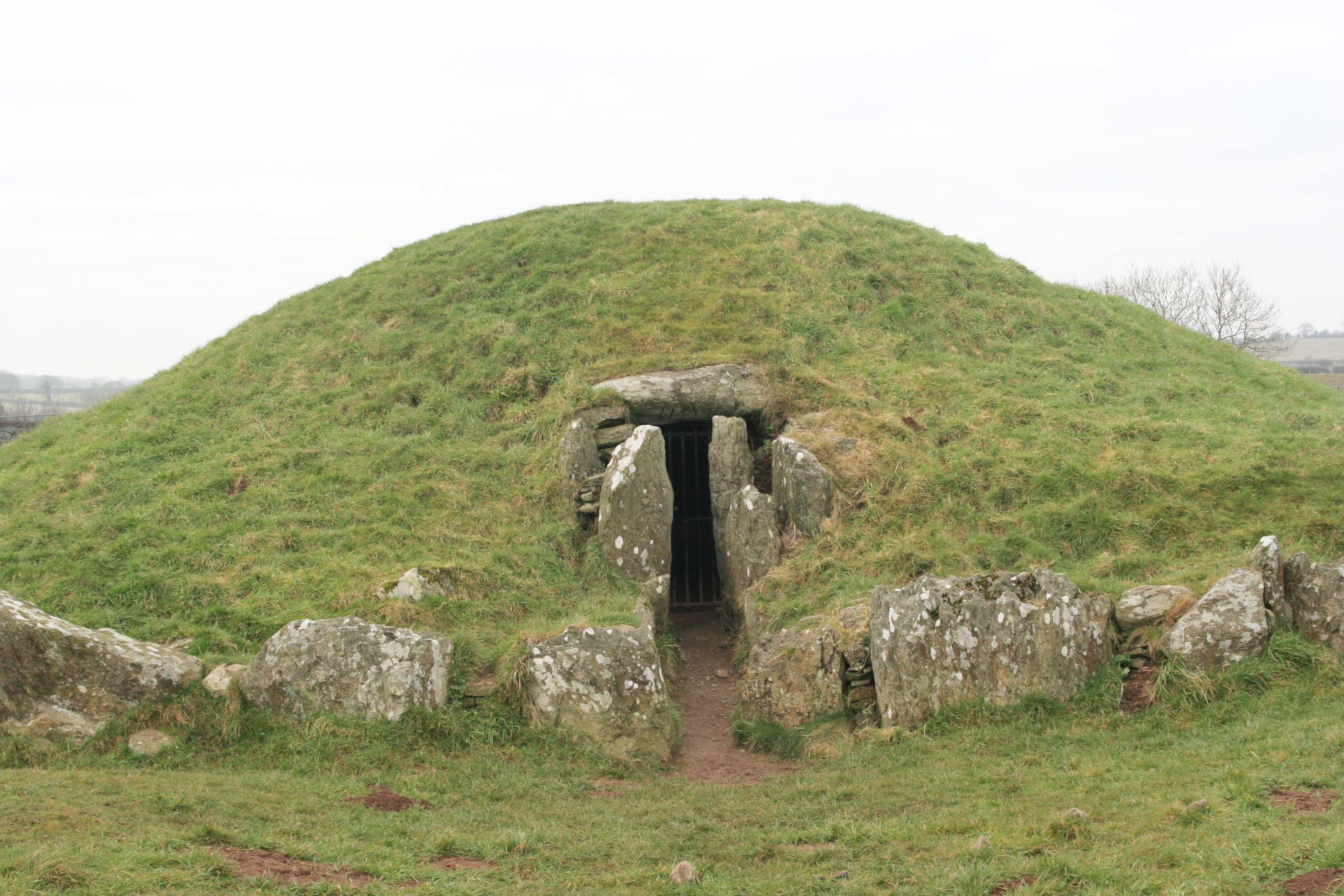
Bryn Celli Ddu, en senneolitisk kammargrav på Anglesey

Neolitiska kolonister blandades med ursprungsbefolkningen och förändrade gradvis sin livsstil från ett nomadiserande liv, bestående av jakt och samlande, till att bli bofasta jordbrukare omkring år 4 000 f.Kr. Detta kallas den neolitiska revolutionen. Man rensade skogarna för att upprätta bete och odla mark, utvecklade ny teknik såsom keramik- och textilproduktion. Under denna period restes många megalitgravar, av vilka Bryn Celli Ddu och Barclodiad y Gawres på ön Anglesey tillhör de mest anmärkningsvärda.
Omkring 2500 f.Kr. började man använda metallredskap i Wales, först av koppar och senare av brons. Klimatet under den tidiga bronsåldern (cirka 2500-1400 f.Kr.) anses ha varit varmare än det nuvarande, eftersom det finns många lämningar från denna period i vad som nu är kala högländer. Under den sena bronsåldern (cirka 1400-750 f.Kr.) utvecklades mer avancerade bronsredskap. En stor del av den koppar som användes i bronstillverkningen kom troligen från koppargruvan vid Great Orme, där mycket storskalig gruvdrift skedde, särskilt vid mitten av bronsåldern. Enligt John T. Koch och andra var Wales i den sena bronsåldern en del av ett maritimt handelsnät som också inbegrep andra keltiska nationer: England, Frankrike, Spanien och Portugal, där keltiska språk så småningom utvecklades. 
Det tidigaste järnredskap som har hittats i Wales är ett svärd från Llyn Fawr i Rhonddas floddal. Detta tros härstamma från omkring 600 f.Kr. Under järnåldern byggdes fornborgar, som är särskilt vanliga i Wales. Några exempel är Pen Dinas nära Aberystwyth och Tre'r Ceiri på Lleynhalvön. Ett särskilt betydelsefullt fynd från denna period gjordes 1943 vid Llyn Cerrig Bach på Anglesey, när man skulle bygga en bas för Royal Air Force. I fyndet fanns vapen, sköldar, vagnar med tillbehör, och slavkedjor och redskap. Många hade slagits sönder med flit och ser ut att ha varit votivgåvor.
Traditionellt har historiker trott att flera olika invandringsvågor införde olika kulturer i området, och till stor del ersatte den tidigare befolkningen. Den sista invandringsvågen skulle då ha varit kelterna. En del modern genetisk forskning tyder nu på att detta inte stämmer, och att införandet av keltiskt språk under bronsåldern kan ha berott på invandring i mindre skala. Oaktat vilket har Wales en otvetydigt keltisk kultur, som är en direkt fortsättning på den tidigare britanniska kulturen innan den anglosaxiska invasionen.

## Wales inom Romerska riket (48–410)

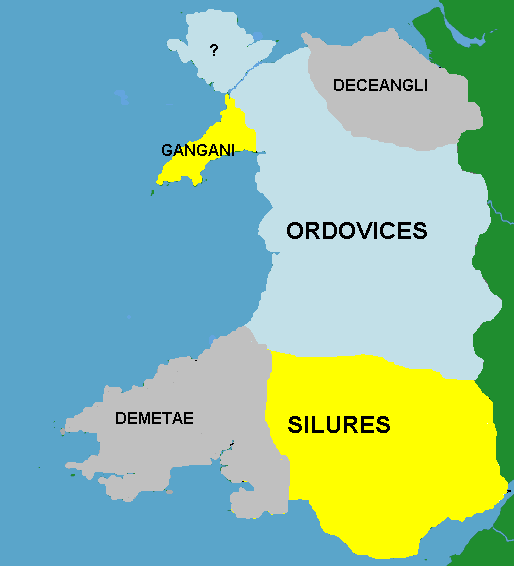
Stammar i Wales vid tiden för den romerska invasionen. De exakta gränserna är grundade på gissningar.

Fram till och med den romerska ockupationen av Britannien, var Wales inget separat land och skildes inte från det övriga Britannien med vilket det delade språk och kultur. Området var uppdelat på ett antal stammar, av vilka silurerna i sydöstra Wales och ordovikerna i centrala och nordvästra Wales var de största och mäktigaste. Dessa två stammar var de som gjorde starkast motstånd mot den romerska invasionen. 
Den första attacken på de britanniska stammarna i det som idag är Wales utfördes under legaten Publius Ostorius Scapula omkring 48 e.Kr. Ostorius attackerade först Deceangli i nordöst, vilka tycks ha givit upp utan stort motstånd. Han ägnade sedan flera år att kriga mot silurerna och ordovikerna. Deras motstånd leddes av Caratacus, som hade flytt från det som nu är sydvästra England när det erövrades av romarna. Han ledde först silurerna och flyttade sedan till ordovikernas territorium, där han besegrades av Ostorius år 51 e.Kr. Caratacus flydde till briganterna, vars drottning lämnade över honom till romarna. 
Silurerna blev dock inte kuvade utan bedrev effektiv gerillakrigföring mot de romerska styrkorna. Ostorius dog medan denna stam fortfarande inte hade besegrats, och efter hans död fick de en seger över romarnas Legio II Augusta. Det förekom inga fler försök att utöka romersk överhöghet i Wales förrän under guvernören Gaius Suetonius Paulinus, som gjorde angrepp längre norrut och erövrade ön Anglesey år 60 eller 61 e.Kr. Han blev dock tvungen att möta hotet från Boudiccas uppror. Silurerna underkuvades slutligen av Sextus Julius Frontinus i en serie fälttåg som avslutades omkring 78 e.Kr. Hans efterträdare Gnaeus Julius Agricola underkuvade ordovikerna och återerövrade Anglesey i början av år 79.
Romarna ockuperade hela Britannien, där de byggde vägar och fort, utvann guld och bedrev handel, men deras intresse för det senare Wales var begränsat på grund av den svåra terrängen och bristen på jordbruksland. De flesta romerska lämningar i Wales är av militär natur. Området kontrollerades av legionbaser vid Deva (Chester) och Isca Silurum (Caerleon), med vägar som förband dessa baser med understödjande fort som Segontium (Caernarfon) och Maridunum (Carmarthen). Romarna grundade såvitt känt endast en stad i Wales, Caerwent (Venta Silurum), men utgrävningar har tytt på att det också kan ha funnits en stad vid (Maridunum). Wales anses ha varit en del av den romerska provinsen Britannia Superior och senare av provinsen Britannia Prima, som också innefattade västra England.

## Wales efter romarna (411–700)
När den romerska militära närvaron drogs tillbaka från Storbritannien 410 blev de olika delarna självstyrande. Det finns tecken på fortsatt romerskt inflytande efter att legionerna hade lämnat Wales, i form av en inskrift på en sten från Gwynedd som dateras till mellan slutet av 400-talet och mitten av 500-talet och som är ett minnesmärke över en viss Cantiorix, som beskrevs som en medborgare (cives) i Gwynedd och kusin till domaren (magistratus) Maglos. En betydande irländsk kolonisering förekom i Dyfed i sydvästra Wales, där det finns många stenar med oghaminskrifter.
En av anledningarna till att romarna drog sig tillbaka var den påfrestning på imperiets militära resurser som orsakades av anfall av stammar österifrån. Dessa stammar, som innefattade angler och saxare fördrev britannerna från östra och södra Britannien (som då blev England). Germanerna lyckades dock inte göra inbrytningar i nuvarande Wales (dit många av britannerna flydde), förutom möjligen längs Severndalen fram till Llanidloes. Ytterligare britanniska frizoner var ursprungligen Cornwall och Cumbria, vilka kallades Västra Wales och Norra Wales, som dock så småningom dukade under för den anglosaxiska kulturen. Wales blev kristet, och "helgonens tidsålder" (ungefär 500–700) kännetecknades av att kloster upprättades i olika delar av landet, av religiösa ledare som Sankt David, Illtud och Teilo.
I slaget vid Chester 613 eller 616 besegrades Powys styrkor av northumbrierna under Æthelfrith. En av de stupade var kung Selyf ap Cynan. Det har föreslagits att detta slag slutgiltigt skar av landförbindelsen mellan Wales och de nordbrittiska kungarikena Rheged, Strathclyde och Elmet, där fornkymriska talades.

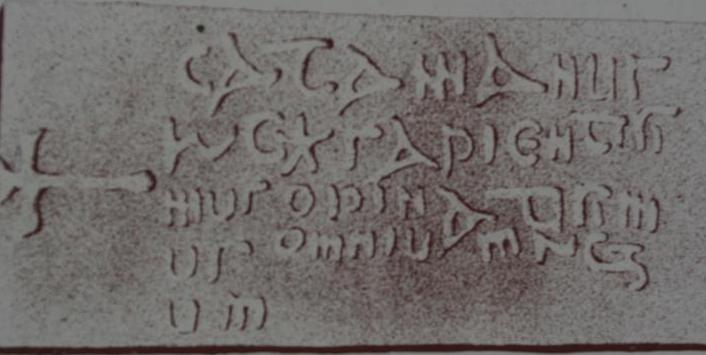
Gravsten över kung Cadfan ap Iago av Gwynedd (död cirka 625) i kyrkan i Llangadwaladr

Wales var indelat i ett antal skilda kungariken, av vilka de största var Gwynedd i nordvästra Wales och Powys i östra Wales. Gwynedd var det mäktigaste av dessa riken under 500- och 600-talen, med härskare såsom Maelgwn Gwynedd (död 547) och Cadwallon ap Cadfan (död 634/5) vilka bildade en allians med Penda av Mercia och lyckades leda hans arméer så långt som till Northumbria och behärska det under en period. Efter Cadwallons död på slagfältet följande år gick även hans efterträdare Cadafael ap Cynfeddw i allians med Penda mot Northumbria, men därefter ägnade sig Gwynedd, liksom de andra walesiska rikena, mestadels åt försvarskrig mot Mercias växande makt.

## Wales under tidig medeltid (700–1066)

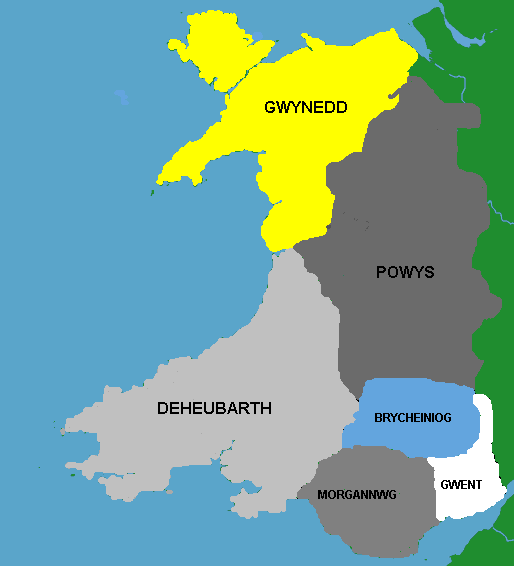
Medeltida kungariken i Wales.

Powys som var det östligaste av de större rikena i Wales utsattes för det största trycket från engelsmännen. Detta kungarike sträckte sig ursprungligen österut in i områden som nu tillhör England, och dess forna huvudstad, Pengwern, har identifierats som antingen nuvarande Shrewsbury eller en plats norr om Baschurch. Dessa områden förlorades till kungariket Mercia. Den jordvall som kallas Offa's Dyke (som vanligen anses ha uppförts av Offa, kung av Mercia på 700-talet) kan ha markerat en överenskommen gräns.
Det var ovanligt att en enda man behärskade hela landet under denna period. Detta tillskrivs ofta det arvssystem som tillämpades i Wales. Alla söner erhöll en lika del av faderns egendom (inklusive utomäktenskapliga söner), vilket ledde till att territorier delades upp. Emellertid föreskriver de walesiska lagarna detta uppdelningssystem för mark i allmänhet, inte för kungariken, där det finns utrymme för att en arvtagare till kungariket utses, vanligtvis av kungen. Vilken son som helst, inom- eller utomäktenskaplig, kunde väljas till arvtagare och det fanns ofta besvikna kandidater som var beredda att utmana den utvalde arvtagaren.
Den förste som härskade över en betydande del av Wales var Rhodri Mawr, ursprungligen kung av Gwynedd under 800-talet, som lyckades utöka sitt herravälde till Powys och Ceredigion. Efter hans död blev hans riken uppdelade mellan hans söner. Rhodris sonson, Hywel Dda (Hywel den gode), bildade kungariket Deheubarth genom att slå ihop mindre kungariken i sydväst och hade tagit kontroll över större delen av Wales vid år 942. Han förknippas traditionellt med kodifieringen av walesisk lag vid ett rådslag som han sammankallade i Whitland. Lagarna från och med då kallas vanligen "Hywels lagar". Hywel förde en fredlig politik gentemot engelsmännen. Efter hans död 950 behöll hans söner kontroll över Deheubarth men förlorade Gwynedd till det rikets traditionella dynasti.
Wales utsattes nu i ökande utsträckning för vikingaräder, särskilt från Danmark under perioden mellan 950 och 1000.
Gruffudd ap Llywelyn var nästa härskare som lyckades ena de flesta walesiska rikena under sitt styre. Från början var han kung av Gwynedd. Vid år 1055 hade han lagt under sig nästan hela Wales och hade annekterat delar av England omkring gränsen. Han besegrades dock av Harald Godwinson 1063 och dödades av sina egna män. Hans territorier uppdelades igen i de traditionella kungarikena.

## Wales och normanderna (1067–1283)
Vid tiden för normandernas erövring av England 1066 var den dominerande härskaren i Wales Bleddyn ap Cynfyn, som var kung av Gwynedd och Powys. Normandernas erövring av England följdes också av Normandernas invasion av Wales. De inledande framgångarna för normanderna var i söder, där William Fitz Osbern invaderade Gwent före 1070. 1074 härjade earlen av Shrewsburys styrkor i Deheubarth.
När Bleddyn ap Cynfyn dödades 1075 utbröt inbördeskrig, vilket gav normanderna möjlighet att erövra land i norra Wales. 1081 lurades Gruffydd ap Cynan, som just hade tagit makten i Gwynedd från Trahaearn ap Caradog vid slaget i Mynydd Carn till ett möte med earlerna av Chester och Shrewsbury och greps och fängslades genast, vilket ledde till att stora delar av Gwynedd togs över av normanderna. I söder avsattes Iestyn ab Gwrgant, den siste härskaren över riket Morgannwg, omkring 1090 av Robert Fitzhamon, lord av Gloucester, som upprättade ett välde styrt från Cardiff och därefter erövrade låglandsdelen av Glamorgan. Rhys ap Tewdwr av Deheubarth dödades 1093 då han bekämpade normandernas angrepp i Brycheiniog, och hans rike erövrades och delades mellan olika normandiska domäner. Den normandiska erövringen av Wales verkade nästan fullständig. 

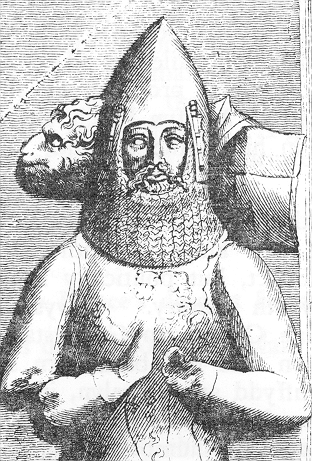
Bild av Rhys ap Gruffydd i St David's Cathedral

1094 skedde dock ett allmänt walesiskt uppror mot det normandiska styret, och gradvis återtogs territorier. Gruffydd ap Cynan kunde slutligen bygga upp ett starkt rike i Gwynedd. Hans son, Owain Gwynedd, allierad med Gruffydd ap Rhys av Deheubarth, vann en förkrossande seger över normander i slaget vid Crug Mawr 1136 och annekterade Ceredigion. Owain efterträdde sin far på Gwynedds tron året därpå och härskade till sin död 1170. Han gynnades av oenighet i England, där Stefan av Blois och Matilda av England stred om tronen, och kunde flytta Gwynedds gränser längre österut än någonsin tidigare.
Powys hade också en stark härskare vid denna tid i Madog ap Maredudd, men sedan denne år 1160 hade dött och även hans arvtagare, Llywelyn ap Madog, snart dog delades Powys i två delar och blev aldrig senare återförenat. I söder dödades Gruffydd ap Rhys 1137, men hans fyra söner, som alla härskade i Deheubarth i turordning, kunde efterhand ta tillbaka det mesta av sin farfars rike från normanderna. Den yngste av de fyra, Rhys ap Gruffydd härskade från 1155 till 1193. 1171 mötte Rhys Henrik II av England och gjorde en överenskommelse med honom, som innebar att Rhys måste betala tribut men att alla hans erövringar erkändes. Rhys höll en poesi- och sångfestival vid sitt hov i Cardigan över julen 1176. Denna anses i allmänhet som den första belagda Eisteddfod. Efter Owain Gwynedds död delades Gwynedd mellan hans söner, och Rhys gjorde Deheubarth till det dominerande riket i Wales under en tid.

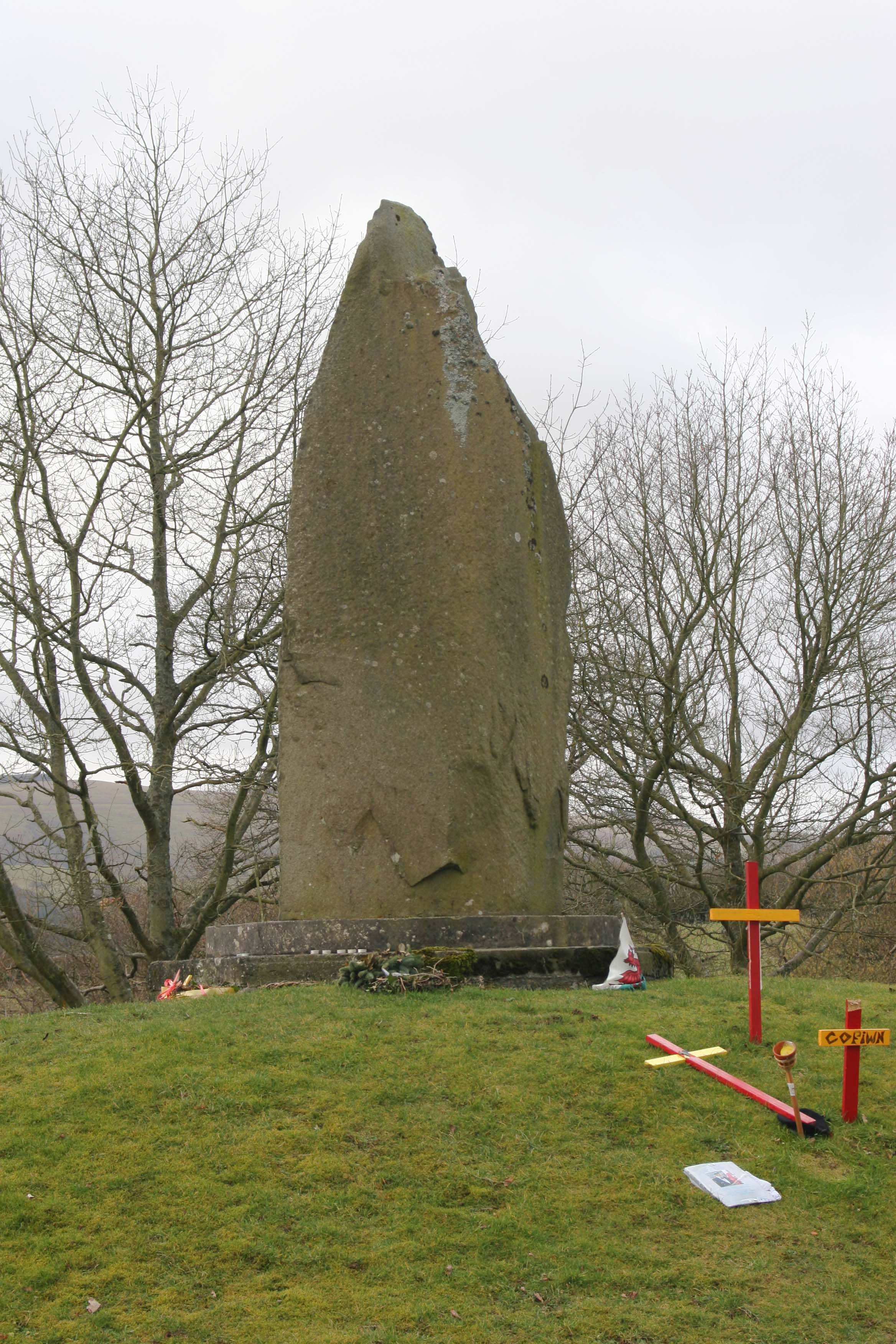
Llywelynmonument vid Cilmeri

Från maktkampen i Gwynedd framträdde småningom en av de största av Wales ledare, Llywelyn ab Iorwerth, även känd som Llywelyn Fawr (den store), som var ensam härskare över Gwynedd vid 1200  och vid sin död 1240 i praktiken behärskade en stor del av Wales. Llywelyn upprättade sin "huvudstad" och högkvarter vid Garth Celyn på nordkusten vid Menaisundet. Hans son Dafydd ap Llywelyn efterträdde honom som härskare av Gwynedd, men kungen tillät honom inte att ärva sin faders ställning i övriga delar av Wales. Krig bröt ut 1245, och frågan var fortfarande inte avgjord när Dafydd plötsligt dog i det kungliga hemmet Garth Celyn i Gwynedd tidigt 1246 utan att efterlämna någon arvinge. Llywelyn den stores andre son, Gruffudd hade dödats när han försökte fly från Tower of London 1244. Gruffudd hade fyra söner, och en period av strider mellan tre av dessa slutade med att Llywelyn ap Gruffudd (även känd som Llywelyn den siste) kom till makten. 
Fördraget i Montgomery 1267 gav Llywelyn kontroll, direkt eller indirekt, över en stor del av Wales. Llywelyns ambition att ena Wales under sin ledning kom dock i konflikt med Edvard I av Englands ambitioner i Wales, och krig följde 1277, som ledde till Edvard I:s erövring av Wales. Llywelyn blev tvungen att söka fred, och fördraget i Aberconwy begränsade hans makt kraftigt. Krig bröt ut igen när Llywelyns bror Dafydd ap Gruffudd attackerade Hawarden Castle på palmsöndagen 1282. Llywelyn tycks ha tvekat innan han anslöt sig till upproret, men stödde så småningom sin bror. Den 11 december 1282 lurades Llywelyn till ett möte med bröderna Mortimer i Builth Wells Castle, där han tillfångatogs och avrättades. Hans bror Dafydd ap Gruffudd fortsatte motståndet, men var ingen match för den välrustade engelska armén. Han tillfångatogs på berget Bera i högländerna över Aber Garth Celyn i juni 1283 och avrättades genom hängning, dragning och fyrdelning i Shrewsbury Castle.

## Rhuddlanstadgan till Laws in Wales Acts (1283–1542)

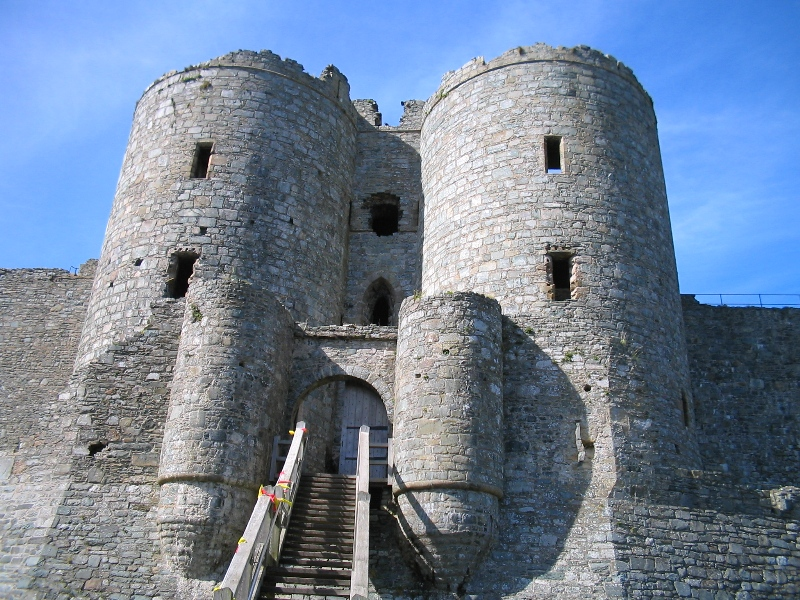
Harlech Castle var en av flera borgar som byggdes av Edvard I för att befästa sin erövring.

Efter att ha genomdrivit Rhuddlanstadgan som begränsade walesiska lagar, lät kung Edvard uppföra en ring av imponerande stenborgar som bidrog till att behålla herraväldet över Wales, och han krönte sin erövring genom att ge titeln prins av Wales till sin son och arvinge 1301. Wales blev i praktiken en del av England, fastän dess befolkning talade ett annat språk och hade en annan kultur. Engelska kungar låtsades utföra sina skyldigheter genom att utse ett walesiskt råd, som ibland leddes av tronföljaren. Detta råd satt vanligen i Ludlow, som nu ligger i England men som på den tiden var en del av det omstridda gränsområdet. Walesisk litteratur, i synnerhet poesi, fortsatte dock att blomstra. Den lägre adeln tog nu över från furstarna som poeternas gynnare. Dafydd ap Gwilym som var verksam i mitten av 1300-talet anses av många som den störste av de walesiska poeterna.
Det förekom ett antal uppror, däribland några som leddes av Madog ap Llywelyn 1294–5 och av Llywelyn Bren, Lord av Senghenydd, 1316–18. På 1370-talet planerade den siste representanten på manssidan för det styrande huset i Gwynedd, Owain Lawgoch, två gånger att invadera Wales med franskt stöd. Den engelska regeringen svarade på hotet genom att skicka en agent för att mörda Owain i Poitou 1378.
År 1400 gjorde en walesisk adelsman, Owain Glyndŵr (eller Owen Glendower), uppror mot kung Henrik IV av England. Owain åsamkade de engelska styrkorna ett antal förluster och kontrollerade i några år större delen av Wales. Bland de saker som han åstadkom var att hålla det första walesiska parlamentet någonsin i Machynlleth. Han gjorde planer för två universitet. Så småningom kunde kungens styrkor återta kontrollen över Wales och upproret dog ut, men Owain själv blev aldrig tillfångatagen. Hans uppror orsakade ett stort uppsving för den walesiska identiteten och han fick utbrett stöd av walesare runtom i landet.
Som svar på Glyndŵrs uppror antog det engelska parlamentet strafflagarna 1402. Dessa förbjöd walesarna att bära vapen, att inneha ämbeten och att bo i befästa städer. Dessa förbud gällde också för engelsmän som gifte sig med walesiska kvinnor. Lagarna kvarstod efter upproret, men i praktiken mildrades de gradvis.

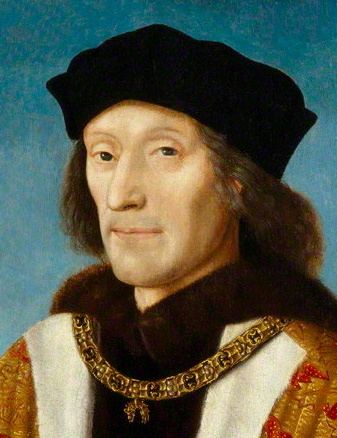
Henrik Tudor, senare kung Henrik VII

Under rosornas krig, som började 1455, använde båda sidor i stor utsträckning walesiska soldater. De viktigaste personerna i Wales var de två earlerna av Pembroke, yorkisten earl William Herbert och lancastriern Jasper Tudor. 1485 landsteg Jaspers brorson, Henrik Tudor, i Wales med en liten styrka för att sätta igång sitt försök att ta över Englands tron. Henrik var av walesisk härkomst och hade furstar som Rhys ap Gruffydd (Lord Rhys) bland sina förfäder, och han fick mycket stöd i Wales. Henrik besegrade kung Rikard III av England i slaget vid Bosworth Field med en här som bestod av många walesiska soldater och tillträdde tronen som kung Henrik VII av England.
Under hans son, Henrik VIII av England, antogs Laws in Wales Acts 1535-1542 som införlivade Wales i England juridiskt, avskaffade det walesiska rättssystemet och förbjöd användning av kymriska i officiella sammanhang. Det innebar också att gränsen mellan England och Wales för första gången blev fastställd och möjliggjorde för personer att bli valda till det engelska parlamentet från valkretsar i Wales. De avskaffade också juridiska skillnader mellan walesare och engelsmän, och avskaffade därmed i praktiken strafflagen även om denna inte officiellt upphävdes.

## Från union till industriell revolution (1543–1800)
Efter att Henrik VIII hade brutit med den romersk-katolska kyrkan följde Wales till största delen Englands exempel och antog reformationen i  dess anglikanska form, även om ett antal katoliker var aktiva i att försöka motverka detta och producerade några av de tidigaste tryckta böckerna på kymriska. 1588 utförde William Morgan den första fullständiga kymriska översättningen av Bibeln.
Wales var överväldigande rojalistiskt under krigen i början av 1600-talet, även om det fanns några nämnvärda undantag som John Jones Maesygarnedd och den puritanske författaren Morgan Llwyd. Wales var en viktig källa till soldater för kung Karl I av Englands arméer, men inga större slag ägde rum i Wales. Det andra engelska inbördeskriget började när obetalda parlamentstrupper i Pembrokeshire bytte sida i början av 1648. Överste Thomas Horton besegrade de rojalistiska rebellerna i slaget vid St. Fagans i maj och rebelledarna gav sig till Cromwell 11 juli efter den utdragna två månader långa belägringen av Pembroke. 
Utbildningen i Wales var mycket bristfällig under denna tid, då den enda tillgängliga utbildningen var på engelska medan majoriteten av befolkningen endast talade kymriska. 1731 började Griffith Jones (Llanddowror) med cirkulerande skolor i Carmarthenshire. Dessa hölls på ett ställe i ungefär tre månader och flyttade ("cirkulerade") sedan till en annan plats. Undervisningsspråket i dessa skolor var kymriska. Vid tiden för Griffith Jones' död 1761 uppskattas upp till 250 000 människor ha lärt sig läsa i skolor runtom i Wales.
Under 1700-talet skedde också en kristen metodistisk väckelsei Wales, ledd av Daniel Rowland, Hywel Harris och William Williams Pantycelyn. I början av 1800-talet bröt sig de walesiska metodisterna ur den anglikanska kyrkan och bildade sitt eget samfund, det nuvarande Presbyterian Church of Wales. Detta medförde också att andra nonkonformistiska riktningar stärktes, och vid mitten av 1800-talet var Wales till stor del religiöst nonkonformistiskt. Detta hade stor betydelse för kymriskan, eftersom den var huvudspråket i de nonkonformistiska kyrkorna i Wales. Söndagsskolorna som blev ett viktigt inslag i livet i Wales gjorde en stor del av befolkningen läs- och skrivkunnig på kymriska, vilket var viktigt för språkets överlevnad då det inte lärdes ut i skolan. 
I slutet av 1700-talet skedde de inledande delarna av industriella revolutionen, och förekomsten av järnmalm, kalksten och kol i sydöstra Wales innebar att det snart upprättades järnverk och kolgruvor i detta område.

## 1800-talet
I början av 1800-talet blev delar av Wales kraftigt industrialiserade. Järnverk upprättades i dalarna söder om Brecon Beacons, särskilt kring den nya staden Merthyr Tydfil. Järnproduktionen spreds senare västerut till inlandet vid Neath och Swansea där man redan utvann antracitkol. Från 1840-talet spreds gruvdriften till Aberdare- och Rhonddadalarna. Detta ledde till en kraftig befolkningsökning i dessa områden.
De sociala effekterna av industrialiseringen ledde till bittra sociala motsättningar mellan de walesiska arbetarna och de engelska fabriksägarna. Under 1830-talet skedde två väpnade uppror, i Merthyr Tydfil 1831, och det chartistiska upproret i Newport 1839, lett av John Frost. Rebeccaupploppen, som skedde mellan 1839 och 1844 i södra och mellersta Wales hade sitt ursprung på landsbygden. De var en protest inte bara mot de höga tullar som måste betalas på vägarna utan mot fattigdomen på landsbygden..
Delvis som en följd av dessa oroligheter utfördes en statlig utredning om utbildningssituationen i Wales. Utredningen gjordes av tre engelska kommissionärer som inte talade kymriska och som litade till information från informanter, av vilka många var anglikanska kyrkomän. Deras rapport, som publicerades 1847 med titeln Reports of the commissioners of enquiry into the state of education in Wales, avgjorde att walesarna var okunniga, lata och omoraliska, och att detta berodde på det kymriska språket och nonkonformismen. Detta ledde till en rasande reaktion i Wales.
Socialismen fick snabbt spridning i de industrialiserade delarna av södra Wales i slutet av århundradet, samtidigt som den religiösa nonkonformismen i tilltagande grad blev politiserad. Den första parlamentsledamoten för Labourpartiet, Keir Hardie, invaldes i den walesiska valkretsen Merthyr Tydfil and Aberdare 1900. På samma sätt som i många andra europeiska länder framväxte en nationalistisk rörelse på 1880- och 1890-talen då Cymru Fydd bildades under ledning av liberala politiker såsom T. E. Ellis och David Lloyd George.
En annan rörelse som växte i styrka under 1880-talet var den för skilsmässa mellan kyrka och stat. Många kände att eftersom Wales till stor del var nonkonformistiskt var det olämpligt att Church of England skulle vara statskyrka i Wales. Rörelsen pågick till slutet av århundradet och vidare in på nästa, fram till att Welsh Church Act 1914 antogs och slutligen tillämpades 1920, efter första världskrigets slut.
Under 1800-talet växte Wales befolkning kraftigt, liksom övriga Storbritanniens, vilket till stor del berodde på höga födelsetal. 1801 hade Wales strax över 587 000 invånare. 1901 hade detta ökat till över 2 012 000. De mest betydande folkökningarna skedde i industrialiserade grevskap – Denbighshire, Flintshire, Monmouthshire och Glamorgan. 1800-talet var en övergångstid från ett samhälle som var till övervägande del lantligt (omkring 80 % bodde utanför städerna 1800) till ett i mycket urbaniserat, industriellt samhälle (1911 bodde bara 20% på landsbygden).

## 1900-talet
Under den första delen av 1900-talet stödde Wales fortfarande i allmänhet Liberal Party, särskilt när David Lloyd George blev premiärminister under första världskriget. Labourpartiet växte dock stadigt i inflytande, och under åren efter kriget övertog de liberalernas ställning som det dominerande partiet i Wales, särskilt i de industrialiserade dalarna i södra Wales.
Plaid Cymru bildades 1925 men i början växte det sakta och fick få röster i parlamentsval.
1936 brändes ett träningsläger och flygfält för Royal Air Force i Penyberth nära Pwllheli av tre medlemmar av Plaid Cymru. Detta var en protest både mot att träningslägret uppfördes och mot att ett historiskt hus hade rivits för att lämna plats för det. Denna aktion och fängslandet av de tre gärningsmännen gjorde Plaid Cymru betydligt mer känt, åtminstone i de kymrisktalande områdena.
Under perioden efter andra världskriget skedde en tillbakagång för flera av de traditionella industrinäringarna, särskilt kolindustrin. Antalet anställda i kolbrytningsområdena i södra Wales, som vid dess höjdpunkt omkring 1913 var över 250 000, sjönk till omkring 75 000 på mitten av 1960-talet och till 30 000 1979. 
Under denna tid skedde också katastrofen i Aberfan 1966, då en tipp kolslam gled ned och täckte en skola. 144 människor dog, de flesta barn. Vid början av 1990-talen fanns bara en gruva i drift i Wales. En liknande nedgång skedde i stålindustrin, och Wales ekonomi, liksom andra utvecklades samhällens, blev i stigande grad baserad på tjänstesektorn. 
Wales blev officiellt avskilt från England inom Storbritannien 1955, då termen "England" ersattes av "England och Wales", och Cardiff utnämndes till Wales huvudstad. Nationalismen blev en stor fråga först under andra hälften av 1900-talet. 1962 höll Saunders Lewis ett anförande i radio med titeln Tynged yr Iaith ("Språkets öde"), där han förutsåg att kymriskan skulle dö ut om inte åtgärder vidtogs. Detta ledde till bildandet av Cymdeithas yr Iaith Gymraeg (the Welsh Language Society) samma år.
Nationalismen växte särskilt efter Tryweryndalen hade satts under vatten 1965, då byn Capel Celyn dränktes för att ge plats för en reservoar som skulle förse Liverpool med vatten. 1966 tog Gwynfor Evans mandatet för valkretsen Carmarthen för Plaid Cymru i ett fyllnadsval. Detta var partiets första mandat i underhuset.
Ett annat svar på att Capel Celyn sattes under vatten var att våldsamma grupper som Free Wales Army och Mudiad Amddiffyn Cymru (MAC - Walesiska försvarsrörelsen) bildades. Under åren som föregick Charles III:s investitur som prins av Wales 1969, utförde dessa grupper ett antal bombattentat där de förstörde vattenledningar och skattekontor. Två medlemmar av MAC, George Taylor och Alwyn Jones, "Abergelemartyrerna", dödades av en hemgjord bomb i Abergele dagen före investiturceremonin.
Plaid Cymru hade framgång i de två parlamentsval som hölls 1974, då de fick tre parlamentsplatser. Det fanns ökat stöd i Labourpartiet för självstyre för Wales och ett lagförslag om detta lades i slutet av 1976.
När en folkomröstning hölls om att införa en vald församling för Wales 1979 ledde till en stor majoritet för nejsidan. Den nya konservativa regeringen som valdes i valet 1979 hade lovat att upprätta en kymriskspråkig tv-kanal, men tillkännagav i september 1979 att den inte skulle hålla det löftet. Detta föranledde att medlemmar av Plaid Cymru vägrade att betala sina tv-licenser och att Gwynfor Evans tillkännagav 1980 att han skulle hungerstrejka till döds om inte en kymrisk kanal inrättades. I september 1980 tillkännagav regeringen att kanalen ändå skulle bildas, och S4C kom igång i november 1982. Welsh Language Act 1993 gav kymriskan samma satus som engelskan inom den offentliga sektorn.
I maj 1997 valdes en Labourregering med löfte om att öka självstyret för Skottland och Wales. I slutet av 1997 hölls en folkomröstning i frågan där "ja"-sidan vann med knapp majoritet. Wales nationalförsamling upprättades 1999 (som en konsekvens av Government of Wales Act 1998) och har makten för hur budgeten för Wales används och administreras.
Under 1900-talet ökade befolkningen i Wales från strax över 2 miljoner 1901 till 2,9 miljoner 2001, men ökningen skedde inte stadigt. 430 000 människor lämnade Wales mellan 1921 och 1940, mycket på grund av den ekonomiska depressionen under 30-talet. Invandring från England blev en stor faktor efter 1910 då man hade en nettoinflyttning på 100 000 personer från England. De flesta bosatte sig i de expanderande industriområdena och bidrog också till anglifieringen av södra och östra Wales. Förhållandet mellan kymrisktalande och engelsktalande inom den walesiska befolkningen sjönk från knapp 50 % 1901 till 43,5 % 1911 och fortsatte falla till så lågt som 18,9 % 1981. Under århundradet hade det också varit en markant ökning i antalet invånare som fötts utanför Wales. Folkräkningen 2001 visade att 20 % av invånarna var födda i England, 2 % i Skottland eller Irland och 3 % var födda utanför Storbritannien och Irland.

## 2000-talet
2001 års folkräkning visade att antalet kymrisktalande hade ökat till 20,5 procent, jämfört med 18,7 procent 1993 och 19,0 procent 1981. Detta bröt mönstret av stadig minskning som 1900-talets folkräkningar visat. Vid 2011 års folkräkning hade dock antalet minskat återigen, till 19,0 procent.
Antalet invånare i Wales hade 2011 ökat med 5 procent sedan 2001 till 3 063 456 personer, av vilka 1 504 228 var män och 1 559 228 var kvinnor enligt resultatet av 2011 års folkräkning. Wales stod för 4,8 procent av Storbritanniens befolkning 2011.
Welsh Language Act 1993 (1993 års lag om kymriska språket) och Government of Wales Act 1998 (1998 års lag om styret av Wales) likställde kymriskan med engelska inom den offentliga sektorn och alla offentliga institutioner är sedan dess skyldiga att tillhandahålla sina tjänster på kymriska. 2011 antogs lagförslaget Welsh Language Measure (Lagförslag om kymriska språket), som bekräftar kymriskans status som officiellt språk i Wales.
I Cardiff invigdes Millennium Stadium (officiellt namn Principality Stadium) 1999, och följdes 2004 av Wales Millennium Centre, som är ett kulturcentrum, särskilt för opera. Wales nationalförsamlings nya byggnad, som kom att kallas Senedd, färdigställdes i februari 2006 och invigdes officiellt på St. David's Day samma år.
2006 fick Government of Wales Act kungligt samtycke vilket innebar att nationalförsamlingen fick utökade befogenheter från lokalvalen i maj 2007. Nationalförsamlingens verkställande utskott omvandlades till en separat juridisk person, Wales regering, och nationalförsamlingen fick makt att stifta lagar, Measures, inom vissa avgränsade områden. Efter lagens genomförande tituleras drottningen "Her Majesty in Right of Wales" när hon representerar den walesiska regeringen, som består av ministrar och kan utfärda förordningar.
Wales nationalförsamling har befogenhet att utarbeta och godkänna lagar utanför  Storbritanniens parlamentariska system för att tillgodose Wales specifika behov. Genom befogenheter som godkänts genom en folkomröstning som hölls i mars 2011, har den befogenhet att godkänna primär lagstiftning, vid den tidpunkt som kallas lag i Wales nationalförsamling, men som nu är känd som Act of Senedd i relation till tjugo ämnen som anges i Government of Wales Act 2006, såsom hälsa och utbildning. Genom denna primära lagstiftning kan Wales regering sedan också anta mer specifik underordnad lagstiftning utan att behöva det brittiska parlamentets samtycke.